# Campionati europei a squadre di tennistavolo
I campionati europei a squadre di tennistavolo sono una competizione organizzata dal 1958 dall'Unione Europea Tennis Tavolo.

## Titoli in palio
- Competizione a squadre maschile
- Competizione a squadre femminile

## Competizione a squadre maschile
| Anno | Luogo           | Squadra vincitrice | Squadra seconda classificata | Squadra terza classificata               |
| ---- | --------------- | ------------------ | ---------------------------- | ---------------------------------------- |
| 2021 | Cluj-Napoca     | Germania           | Russia                       | Danimarca Svezia                         |
| 2019 | Nantes          | Germania           | Portogallo                   | Francia Svezia                           |
| 2017 | Lussemburgo     | Germania           | Portogallo                   | Francia Slovenia                         |
| 2015 | Ekaterinburg    | Austria            | Germania                     | Francia Bielorussia                      |
| 2014 | Lisbona         | Portogallo         | Germania                     | Croazia Svezia                           |
| 2013 | Schwechat       | Germania           | Grecia                       | Bielorussia Russia                       |
| 2011 | Danzica-Sopot   | Germania           | Svezia                       | Austria Portogallo                       |
| 2010 | Ostrava         | Germania           | Bielorussia                  | Repubblica Ceca Francia                  |
| 2009 | Stoccarda       | Germania           | Danimarca                    | Romania Austria                          |
| 2008 | San Pietroburgo | Germania           | Bielorussia                  | Austria Belgio                           |
| 2007 | Belgrado        | Germania           | Croazia                      | Romania Polonia                          |
| 2005 | Aarhus          | Danimarca          | Austria                      | Romania Repubblica Ceca                  |
| 2003 | Courmayeur      | Bielorussia        | Germania                     | Svezia Repubblica Ceca                   |
| 2002 | Zagabria        | Svezia             | Germania                     | Francia Austria                          |
| 2000 | Brema           | Svezia             | Germania                     | Polonia                                  |
| 1998 | Eindhoven       | Francia            | Polonia                      | Svezia                                   |
| 1996 | Bratislava      | Svezia             | Francia                      | Polonia                                  |
| 1994 | Birmingham      | Francia            | Svezia                       | Germania                                 |
| 1992 | Stoccarda       | Svezia             | Inghilterra                  | Germania                                 |
| 1990 | Göteborg        | Svezia             | Germania Ovest               | Inghilterra                              |
| 1988 | Parigi          | Svezia             | Inghilterra                  | URSS                                     |
| 1986 | Praga           | Svezia             | Francia                      | Polonia                                  |
| 1984 | Mosca           | Francia            | Polonia                      | Svezia                                   |
| 1982 | Budapest        | Ungheria           | Cecoslovacchia               | Jugoslavia                               |
| 1980 | Berna           | Svezia             | Germania Ovest               | Inghilterra                              |
| 1978 | Duisburg        | Ungheria           | Inghilterra                  | URSS                                     |
| 1976 | Praga           | Jugoslavia         | Svezia                       | URSS                                     |
| 1974 | Novi Sad        | Svezia             | Ungheria                     | Jugoslavia                               |
| 1972 | Rotterdam       | Svezia             | Jugoslavia                   | Cecoslovacchia                           |
| 1970 | Mosca           | Svezia             | Jugoslavia                   | URSS                                     |
| 1968 | Lione           | Svezia             | URSS                         | Jugoslavia                               |
| 1966 | Londra          | Svezia             | URSS                         | Jugoslavia                               |
| 1964 | Malmö           | Svezia             | Jugoslavia                   | Cecoslovacchia                           |
| 1962 | Berlino         | Jugoslavia         | Svezia                       | Inghilterra Germania Ovest               |
| 1960 | Zagabria        | Ungheria           | Svezia                       | Inghilterra                              |
| 1958 | Budapest        | Ungheria           | Cecoslovacchia               | Romania Svezia Germania Ovest Jugoslavia |

## Competizione a squadre femminile
| Anno | Luogo           | Squadra vincitrice | Squadra seconda classificata | Squadra terza classificata |
| ---- | --------------- | ------------------ | ---------------------------- | -------------------------- |
| 2021 | Cluj-Napoca     | Germania           | Romania                      | Portogallo Francia         |
| 2019 | Nantes          | Romania            | Portogallo                   | Polonia Ungheria           |
| 2017 | Lussemburgo     | Romania            | Germania                     | Paesi Bassi Russia         |
| 2015 | Ekaterinburg    | Germania           | Romania                      | Ucraina Russia             |
| 2014 | Lisbona         | Germania           | Austria                      | Polonia Svezia             |
| 2013 | Schwechat       | Germania           | Romania                      | Repubblica Ceca Russia     |
| 2011 | Danzica-Sopot   | Paesi Bassi        | Romania                      | Ungheria Bielorussia       |
| 2010 | Ostrava         | Paesi Bassi        | Romania                      | Polonia Bielorussia        |
| 2009 | Stoccarda       | Paesi Bassi        | Polonia                      | Croazia Repubblica Ceca    |
| 2008 | San Pietroburgo | Paesi Bassi        | Ungheria                     | Croazia Romania            |
| 2007 | Belgrado        | Ungheria           | Russia                       | Italia Germania            |
| 2005 | Aarhus          | Romania            | Croazia                      | Italia Slovenia            |
| 2003 | Courmayeur      | Italia             | Croazia                      | Ungheria Romania           |
| 2002 | Zagabria        | Romania            | Germania                     | Ungheria Svezia            |
| 2000 | Brema           | Ungheria           | Germania                     | Croazia                    |
| 1998 | Eindhoven       | Germania           | Ungheria                     | Romania                    |
| 1996 | Bratislava      | Germania           | Ungheria                     | Romania                    |
| 1994 | Birmingham      | Russia             | Germania                     | Ungheria                   |
| 1992 | Stoccarda       | Romania            | Paesi Bassi                  | Russia                     |
| 1990 | Göteborg        | Ungheria           | Cecoslovacchia               | Jugoslavia                 |
| 1988 | Parigi          | URSS               | Cecoslovacchia               | Paesi Bassi                |
| 1986 | Praga           | Ungheria           | URSS                         | Germania Ovest             |
| 1984 | Mosca           | URSS               | Jugoslavia                   | Ungheria                   |
| 1982 | Budapest        | Ungheria           | Germania Ovest               | Inghilterra                |
| 1980 | Berna           | URSS               | Ungheria                     | Romania                    |
| 1978 | Duisburg        | Ungheria           | Cecoslovacchia               | Romania                    |
| 1976 | Praga           | URSS               | Inghilterra                  | Cecoslovacchia             |
| 1974 | Novi Sad        | URSS               | Ungheria                     | Cecoslovacchia             |
| 1972 | Rotterdam       | Ungheria           | Germania Ovest               | URSS                       |
| 1970 | Mosca           | URSS               | Cecoslovacchia               | Inghilterra                |
| 1968 | Lione           | Germania Ovest     | URSS                         | Cecoslovacchia             |
| 1966 | Londra          | Ungheria           | URSS                         | Cecoslovacchia Romania     |
| 1964 | Malmö           | Inghilterra        | Ungheria                     | Romania                    |
| 1962 | Berlino         | Germania Ovest     | Inghilterra                  | Francia Svezia             |
| 1960 | Zagabria        | Ungheria           | Inghilterra                  | Cecoslovacchia Romania     |
| 1958 | Budapest        | Inghilterra        | Romania                      | Cecoslovacchia Ungheria    |